# Haematopota ribeirorum
Haematopota ribeirorum är en tvåvingeart som beskrevs av Travassos Santos Dias 1984. Haematopota ribeirorum ingår i släktet Haematopota och familjen bromsar.
Artens utbredningsområde är Portugal. Inga underarter finns listade i Catalogue of Life.